# Тур'є-Реметівська сільська рада
Тур'є-Реметівська сільська рада — колишній орган місцевого самоврядування Тур'є-Реметівської сільської громади в Ужгородському районі Закарпатської області.

## Склад ради
Рада складається з 20 депутатів та голови.

## Керівний склад сільської ради
| ПІБ                      | Основні відомості                                                 | Дата обрання | Дата звільнення |
| ------------------------ | ----------------------------------------------------------------- | ------------ | --------------- |
| Біган Михайло Михайлович | Сільський голова, 1963 року народження, освіта вища, безпартійний | 26.03.2006   | 31.10.2010      |
| Біган Михайло Михайлович | Сільський голова, 1963 року народження, освіта вища, безпартійний | 31.10.2010   |                 |

Примітка: таблиця складена за даними джерела

## Населення
За переписом населення України 2001 року в сільській раді мешкало 3295 осіб.

### Мова
Розподіл населення за рідною мовою за даними перепису 2001 року:
| Мова       | Відсоток |
| ---------- | -------- |
| українська | 92,37 %  |
| словацька  | 4,40 %   |
| румунська  | 1,65 %   |
| російська  | 0,78 %   |
| угорська   | 0,66 %   |
| білоруська | 0,06 %   |